# محاكمات الخيانة 1794
نُظمت محاكمات الخيانة 1794 من قبل إدارة ويليام بيت، وكانت تهدف إلى شل الحركة الراديكالية البريطانية في تسعينيات القرن الثامن عشر. وقد اعتُقل أكثر من ثلاثين راديكاليًا في البداية؛ حوكم ثلاثة منهم بتهمة الخيانة العظمى وهم: توماس هاردي وجون هورن توكي وجون ثيلوال. ولكن من باب الرفض لسياسات الحكومة، فقد جرت تبرئتهم من قبل ثلاث هيئات محلفين منفصلة في نوفمبر 1794 ما أدى لفرحة عامة كبيرة. كانت محاكمات الخيانة امتدادًا لمحاكمات الفتنة في عامي 1792 و1793 ضد الإصلاحيين البرلمانيين في كل من إنجلترا واسكتلندا.

## السياق التاريخي
الخلفية التاريخية لمحاكمات الخيانة معقدة: فهي لا تشمل فقط جهود الإصلاح البرلماني البريطاني في سبعينيات وثمانينيات القرن الثامن عشر، بل تشمل أيضًا الثورة الفرنسية. في السبعينيات والثمانينيات من القرن الثامن عشر، إذ كان هناك جهد بين أعضاء البرلمان أصحاب العقلية الليبرالية لإصلاح النظام الانتخابي البريطاني. وقد صوت عدد صغير بشكل غير متناسب من الناخبين لصالح النواب، وجرى شراء العديد من المقاعد بكل بساطة. وطالب كل من كريستوفر ويفيل وويليام بيت الأصغر بمقاعد إضافية لمجلس العموم، ودعا دوق ريتشموند وجون كارترايت إلى إصلاحات جذرية تتضمن: «رواتب النواب، ووضع حد للفساد والمحسوبية في الانتخابات البرلمانية، وبرلمانات سنوية (للتخلص من النواب الفاسدين بسرعة)، وأكثر ما أثار الجدل هو دعوتهم لحق التصويت للرجال عامةً». لكن فشلت كل الجهود وبدا أن حركة الإصلاح تحتضر في منتصف ثمانينيات القرن الثامن عشر.
بمجرد أن بدأت الثورة في فرنسا بإظهار قوة التحريض الشعبي، عاد النشاط إلى حركة الإصلاح البريطانية. دارت الكثير من النقاشات السياسية في تسعينيات القرن الثامن عشر في بريطانيا بسبب نشر إدموند بيرك لكتيبه تأملات حول الثورة في فرنسا (1790). فاجأ بيرك أصدقاءه وأعداءه على حد سواء، فبعد دعمه للثورة الأمريكية هاجم الثورة الفرنسية والراديكاليين البريطانيين الذين رحبوا ببدايات هذه الثورة وانتقدهم. بينما رأى الراديكاليون أن الثورة تشبه الثورة المجيدة في بريطانيا في عام 1688، والتي قيدت صلاحيات النظام الملكي، فقد رأى بيرك بأن التشبيه التاريخي المناسب كان الحرب الأهلية الإنجليزية (1642-1651) التي أعدم فيها تشارلز الأول في 1649. واعتبر أن الثورة الفرنسية إطاحة عنيفة بحكومة شرعية. وقد جادل في كتيبه تأملات أن المواطنين لا يمتلكون حق التمرد ضد حكومتهم، لأن الحضارات، ومن ضمنها الحكومات، هي نتيجة الإجماع الاجتماعي والسياسي. فإذا جرى تحدي تقاليد الثقافة، فستكون النتيجة فوضى لا تنتهي. وكان هناك رد فوري من المؤيدين البريطانيين للثورة الفرنسية، وعلى الأخص ماري ولستونكرافت في كتابها «الدفاع عن حقوق الرجال» وتوماس باين في كتابه «حقوق الإنسان». كانت هذه المرحلة نوعًا من الحرب الحيوية والشرسة أحيانًا، والتي يشار إليها الآن باسم «جدال الثورة»، حيث تناول المعلقون السياسيون البريطانيون موضوعات تتراوح بين الحكومة التمثيلية وحقوق الإنسان وانفصال الكنيسة عن الدولة.
كان عام 1792 هو السنة العظيمة أو أنوس ميرابيليس لراديكالية القرن الثامن عشر حيث نُشرت أهم نصوصها، مثل حقوق الإنسان، وكان تأثير الجمعيات الراديكالية في أوجه. في الواقع، انتشرت هذه الجمعيات نتيجة لنشر كتاب حقوق الإنسان. كانت أهم المجموعات -التي تتكون من حرفيين وتجار وغيرهم من الفئات المتوسطة والدنيا- هي جمعية شيفيلد للمعلومات الدستورية وجمعية لندن للمراسلة (إل سي إس) وجمعية المعلومات الدستورية (إس سي أي). وقد شكلت هذه المجموعات تحالفًا مع جمعية أصدقاء الشعب الأقل حدةً والتي أقلقت الحكومة. عندما ازداد هذا التعاطف، أصدرت الحكومة إعلانًا ملكيًا ضد الكتابات المحرضة على الفتنة في 21 مايو 1792. وقد كان هناك أكثر من 100 دعوى قضائية بتهمة الفتنة في السبعينيات من القرن الثامن عشر فقط، وهذه زيادة كبيرة مقارنة ببقية القرن. واتخذت الحكومة البريطانية خطوات أكثر تشددًا للقضاء على الراديكاليين، وذلك خوفًا من حدوث انتفاضة مشابهة للثورة الفرنسية. كما ازداد عدد الاعتقالات السياسية وعدد الاختراقات للجماعات الراديكالية. وهددت بـ «إلغاء تراخيص أصحاب الحانات الذين واصلوا استضافة مجتمعات النقاش المسيسة وحملة الأدب الإصلاحي»؛ بالإضافة إلى مصادرة بريد «المشتبه بانشقاقهم»؛ ودعمت الجماعات التي خربت المناسبات الراديكالية وهاجمت الراديكاليين من خلال الصحافة. وقد أقرت الحكومة البريطانية قانون الأجانب لعام 1793 من أجل تنظيم دخول المهاجرين إلى بريطانيا العظمى. بشكل أساسي يفرض قانون الأجانب تسجيل الأجانب عند وصولهم والتسجيل لدى القضاء المحلي للسلام. فقد طُلب إلى المهاجرين تقديم أسمائهم ورتبهم ومهنهم وعناوينهم. بشكل عام، خفض قانون الأجانب عدد المهاجرين إلى بريطانيا العظمى خشية أن يكون أحدهم جاسوسًا غير مرغوب به. رأى الراديكاليون هذه الفترة «تأسيس لنظام من الإرهاب، بغيض كما خصائصه، وعملاق في مكانته، وأكثر خبثًا في نزوعه، مما عرفته فرنسا».

## مقدمة: محاكمات توماس باين وجون فروست ودانييل آيزاك إيتون

### توماس باين

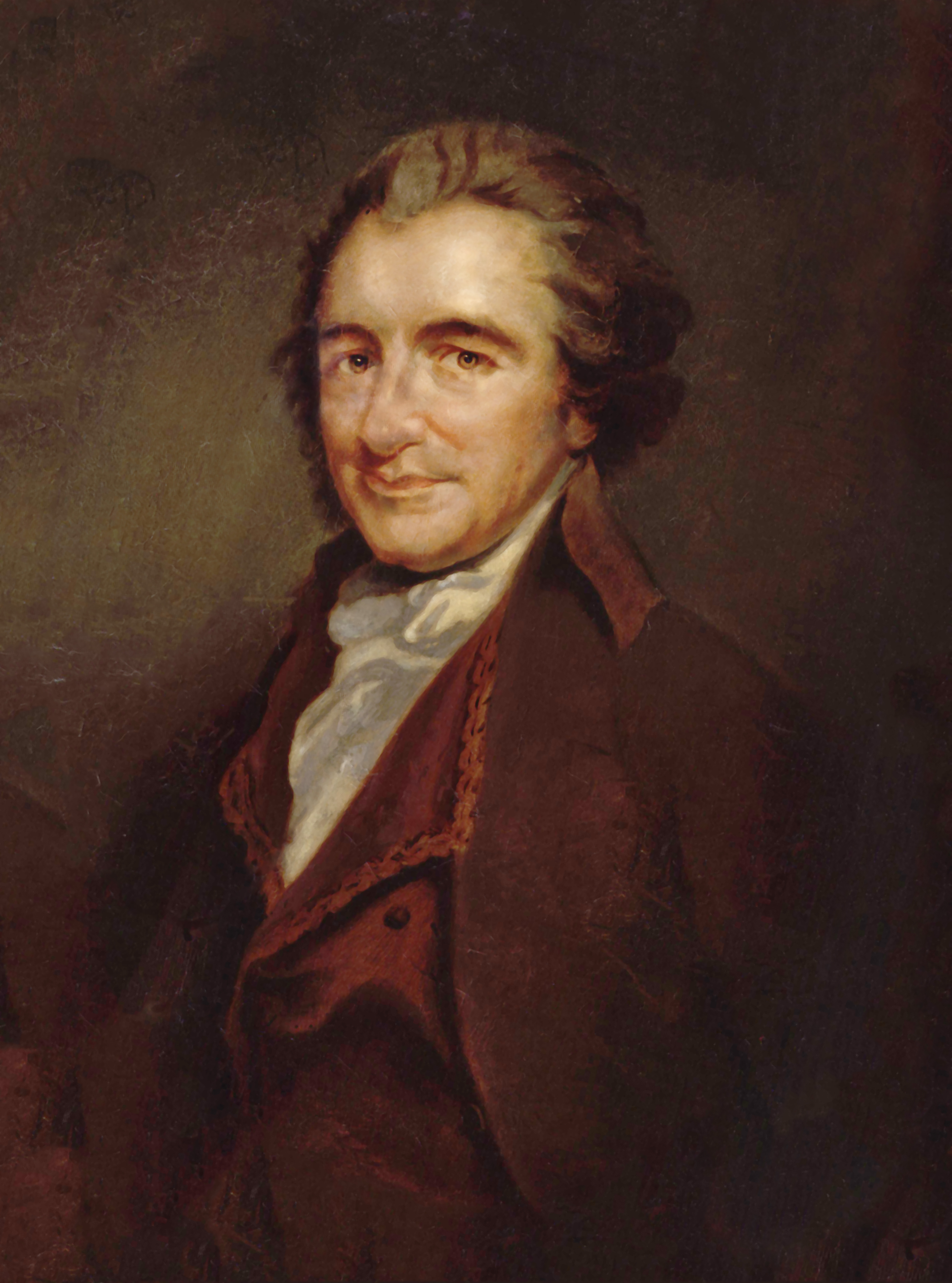
توماس باين

لم تبدأ الإدارة على الفور بمقاضاة جميع منتقديها بعد إصدار الإعلان ضد الكتابات التحريضية. على الرغم من أن ناشر كتاب باين، جي إس جوردان، قد اتُهم بالتحريض على الفتنة لنشره كتاب حقوق الإنسان في مايو 1792، إلا أنه لم يجري توجيه الاتهام إلى باين نفسه إلا بعد الإعلان الملكي. ومع ذلك لم تلاحقه الحكومة بشكل جدي في ذلك الوقت، بصرف النظر عن التجسس عليه ومواصلة حملتها الدعائية ضد «توم المجنون». أجلت محاكمة باين حتى ديسمبر، وقد هرب إلى فرنسا في الأشهر الفاصلة، على ما يبدو بمباركة الحكومة، التي كانت أكثر اهتمامًا بالتخلص من مواطن مزعج كهذا بدلًا من محاكمته شخصيًا. بالإضافة إلى خشيتها أن يستخدم باين محاكمته كمنبر سياسي، لذا لم ترغب الحكومة في مقاضاة باين شخصيًا.
عندما جرت المحاكمة في 18 ديسمبر 1792، كانت نتيجتها محسومة مسبقًا. إذ بدأت الحكومة، بتوجيه من بيت، تنتقد باين في الصحف لعدة أشهر وكان قاضي المحاكمة قد تفاوض معهم في مرافعات الادعاء في وقت سابق. دافع توماس إرسكين الراديكالي عن باين بالقول إن كتيبه كان جزءًا من التقاليد الإنجليزية الفاضلة في الفلسفة السياسية التي تضمنت كتابات جون ميلتون وجون لوك وديفيد هيوم. كما أشار إلى أن باين كان ببساطة يرد على العمل الفلسفي لأحد أعضاء البرلمان، وهو بيرك. وجادل المدعي العام بأن الكتيب كان يستهدف بوضوح القراء «الذين لا يمكن افتراض أن عقولهم على دراية بمواضيع من هذا النوع» وأشار إلى أن سعر الكتيب الرخيص دليل على عدم جديته. لم تتكلف النيابة العامة عناء دحض حجج إرسكين. إذ أبلغت هيئة المحلفين القاضي أنهم قرروا بالفعل أن باين مذنب.

### جون فروست
كان جون فروست عضوًا في جمعية المعلومات الدستورية، وهو شريك سابق لبيت، ومحامٍ وصديق لباين. في 6 نوفمبر 1792، دخل في خلاف مع صديق له بشأن الثورة الفرنسية في حانة، وسُمع يقول «المساواة، ودون ملك». وجرى الإبلاغ عن هذا الخلاف من قبل أصحاب الحانة لمخبري الحكومة. وعندما ذهب فروست إلى باريس في وقت لاحق من ذلك الشهر، أعلنت الحكومة أنه خارج عن القانون لتشجيعه على البقاء في فرنسا. لكن فروست عاد وسلم نفسه للسلطات في تحدٍ للحكومة. بدأت الاقتراحات تتزايد من المصادر الحكومية والراديكالية على حد سواء، فقد كانت الحكومة محرجة من مقاضاة فروست بسبب صداقته السابقة مع بيت. لكن في 27 مايو، قُدم للمحاكمة بتهمة الفتنة. دافع إرسكين عن فروست، بحجة أن عبارته لم تكن تحريضية، حيث كان موكله مخمورًا وضمن جدال محموم في مكان خاص هو الحانة. وقد زعم المدعي العام أن فروست «حمل نيته التحريضية معه أينما ذهب»، وعليه فقد جرت إدانته.